# Chaos (cosmogonie)
Pour les articles homonymes, voir Chaos.

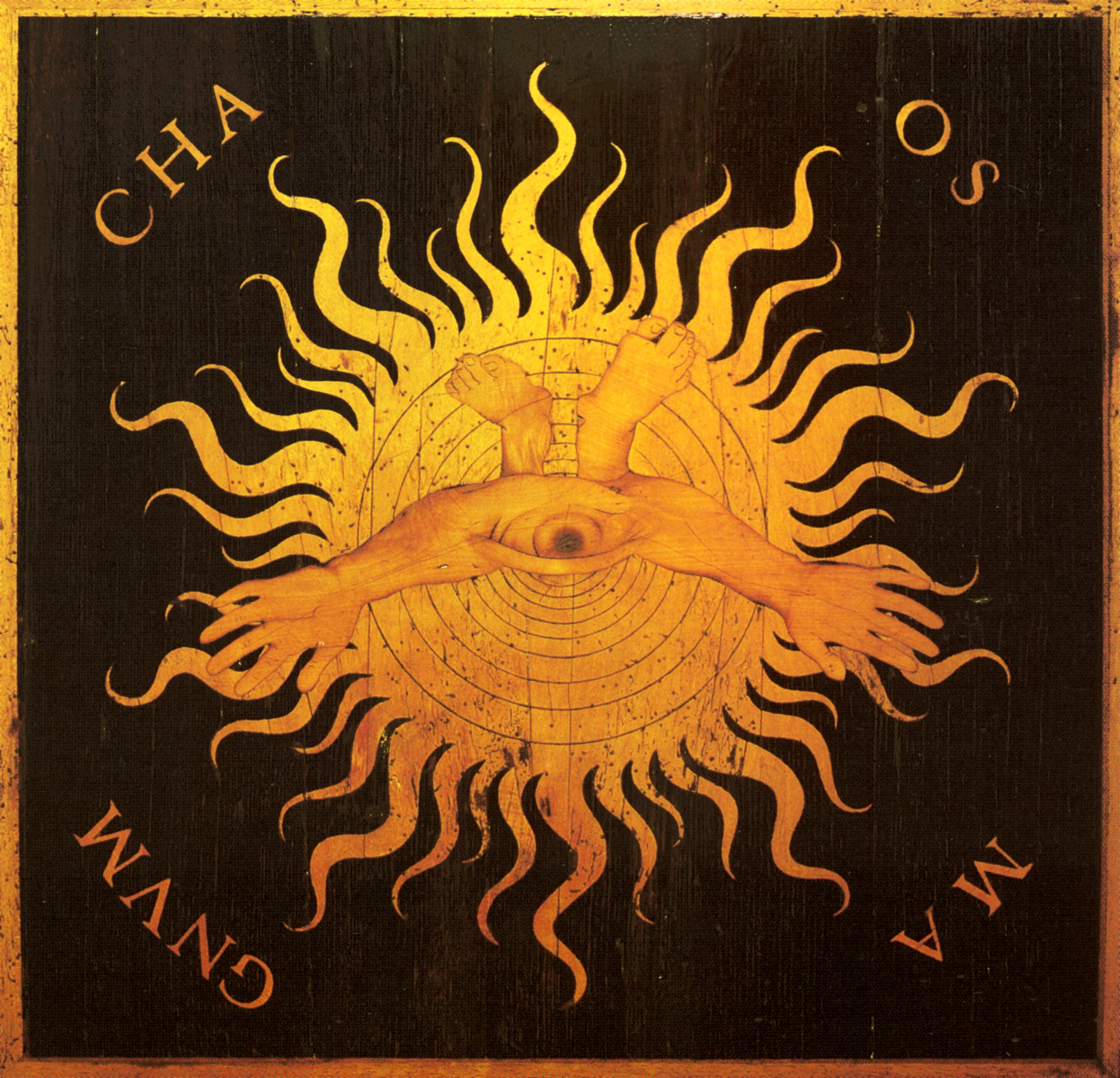
Basilique Sainte-Marie-Majeure, Bergame.

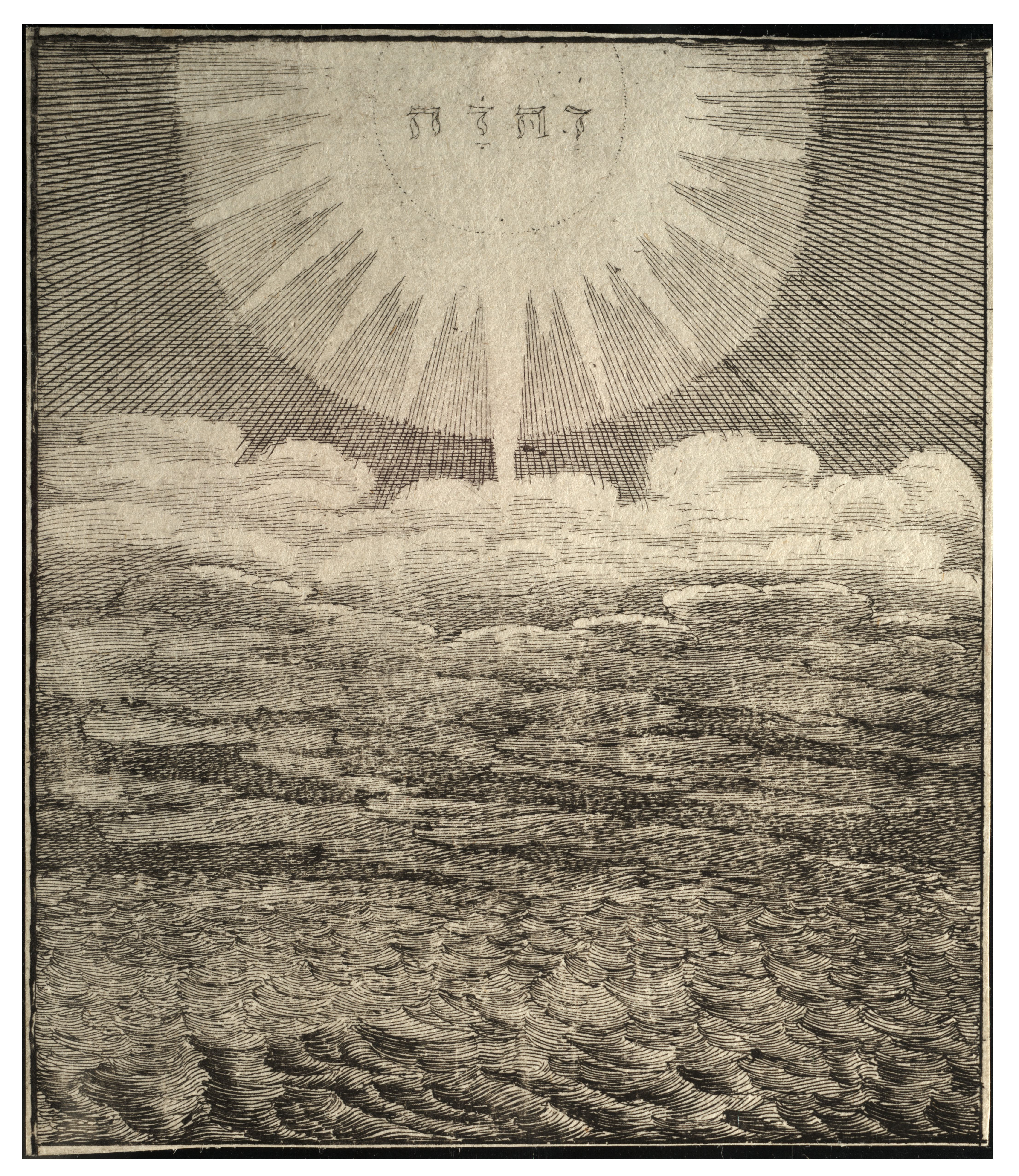
Le chaos initial par Wenceslas Hollar.

Le Chaos (en grec ancien Χάος / Kháos) est le premier dieu élément primordial et un concept extrait de la mythologie grecque : il s'agit de l'espace préexistant à toutes choses, et notamment à la lumière. Plus précisément, il est défini comme un principe faisant référence au « commencement confus de toutes choses, l'image de ce qui existait avant les dieux, avant les mortels, et d'où tout est issu. Puis de sa masse enchevêtrée surgirent le Jour et l'Ether, avec le premier jaillissement  de la lumière indispensable à l'éclosion de la vie ». 
En théologie et en philosophie, il s'agit d'un état qui précède l'intervention de Dieu (ou des dieux).

## Étymologie
Le nom Chaos (en grec ancien Χάος / Kháos, littéralement « Faille, Béance », du verbe χαίνω / khaínô, « béer, être grand ouvert ».

## Mythologie grecque

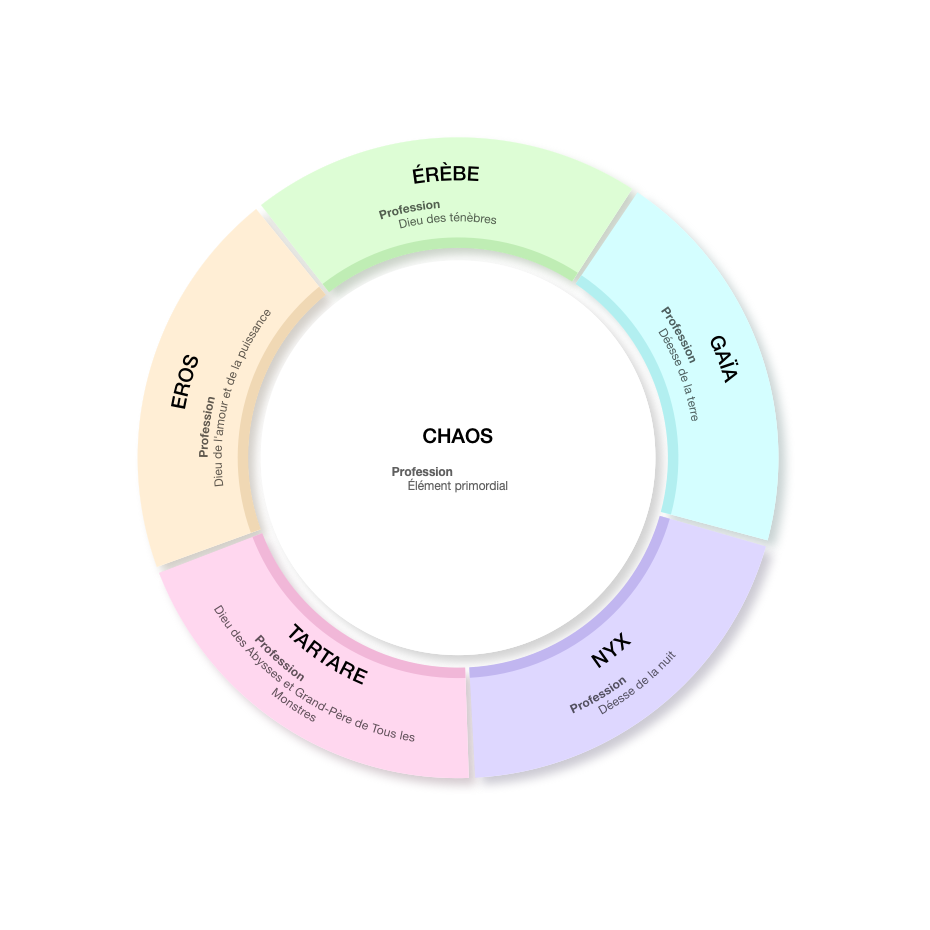
Les dieux primordiaux grecs selon la Théogonie d’Hésiode.

### Définition
Dans la mythologie grecque, Chaos est l'élément primordial de la théogonie hésiodique qui est un récit rédigé au VIIIe siècle av. J.-C. Ce poème raconte l'histoire de l'origine des dieux.
Chaos désigne une profondeur béante avant l'apparition d'Éros (Amour), de Gaïa (Terre), d'Ouranos (Ciel), d'Érèbe (les Ténèbres), de Nyx (Nuit), d'Héméra (Jour), et d'Éther (Lumière du jour). 
Selon la Théogonie d’Hésiode, il précède non seulement l’origine du monde, mais celle des dieux. Abime (Χάος / Chaos) précède ainsi Terre (Γαῖα / Gaïa) et Amour (Ἔρως / Éros).
Il donne ensuite naissance à Érèbe ( Ἔρεβος) et à Nuit (Νύξ / Nyx). 

« Donc, avant tout, fut Abime ; puis Terre aux larges flancs, assise sûre à jamais offerte à tous les vivants […], et Amour, le plus beau parmi les dieux immortels, celui qui rompt les membres et qui, dans la poitrine de tout dieu comme de tout homme, dompte le cœur et le sage vouloir.
 D’Abime naquirent Érèbe et la noire Nuit. »

—  traduction Paul Mazon

## Caractéristiques
Abime (Χάος / Chaos) est un dieu primordial de  genre neutre (το Χάος).
Si Hésiode ne s’étend pas sur sa nature, Ovide en fait dans ses Métamorphoses une « masse informe et confuse qui n'était encore rien que poids inerte, amas en un même tout de germes disparates des éléments des choses, sans lien entre eux. »
Le Chaos se caractérise dès lors par deux éléments principaux :
- le gouffre sans fond où l'on fait une chute sans fin : la Terre apparaît ensuite, offrant une assise stable, qui s'oppose radicalement au Chaos ;
- le milieu sans orientation possible où l'on chute dans tous les sens.

## Autres conceptions

### Physique quantique
Le terme est employé en physique quantique pour décrire un champ de recherche relatif à la théorie du chaos, il est alors utilisé au sein de l'expression : chaos quantique.

### Fait social
Le mot chaos est également utilisé pour parler de phénomènes sociaux, dès lors que des événements semblent inorganisés, désordonnés, confus, incohérents. Le mot est alors employé pour qualifier un état d'agitation sociale, telle une révolution par exemple.

## Honneur
L'objet transneptunien (19521) Chaos porte son nom.